# Cyathophorella tonkinensis
Cyathophorella tonkinensis là một loài rêu trong họ Daltoniaceae. Loài này được Broth. & Paris Broth. mô tả khoa học đầu tiên năm 1925.